# Von Mädchen und Pferden
Von Mädchen und Pferden ist ein deutsches Filmdrama und ein Coming-out-Film der Regisseurin Monika Treut, die auch das Drehbuch schrieb und mit Björn Koll den Film produzierte, aus dem Jahr 2014. In der Hauptrolle verkörpert Ceci Chuh die 16-jährige Alex, die vorzeitig die Schule abbricht.

## Handlung
Alex bricht im Alter von 16 Jahren die Schule ab. Da ihre Adoptivmutter mit ihr nicht mehr klarkommt, wird sie von ihr auf einen Pferdehof geschickt, wo sie ein Praktikum als Pferdepflegerin absolvieren soll, um einmal auf andere Gedanken zu kommen und zu lernen, was richtige, körperliche Arbeit bedeutet.
Betreut wird sie dabei von Nina, einer Ausbilderin, die sich eine Pause vom hektischen Stadtleben genommen hat und ihrer partnerschaftlichen Beziehung zu Christine mal eine Auszeit gönnen möchte. Als Kathy, die im gleichen Alter wie Alex ist, als Besucherin auf dem Pferdehof eintrifft, entwickelt sich zwischen ihr und Alex zunächst eine tiefe Freundschaft, bis die beiden letztendlich erkennen, dass sie sich ineinander verliebt haben.
Zwischenzeitlich legt Alex ein Verhalten an den Tag, was so nicht von ihr erwartet wurde: Sie lernt, sich in Pferde einzufühlen und sie sogar nach einem Reitunfall, bei dem sich ein Schimmel am Huf verletzt, die Wunde zu säubern und provisorisch, aber ordnungsgemäß zu verbinden, ohne dass sich die Wunde entzündet.
Nach mehreren Momenten, in denen nicht nur die lesbische Reitlehrerin Nina ihren Gefühlen freien Lauf lässt, gewinnen Alex und Kathy die gemeinsame Erkenntnis, dass sie für immer zusammengehören. Die Handlung endet romantisch, indem Alex und Kathy gemeinsam auf ein Pferd steigen und am Strand in Richtung Nordsee reiten. Dabei wird Kathy von Alex gefragt, ob ihr Angebot noch steht, dass sie mit ihr nach Berlin kommen soll. Kathy bejaht und drückt aus, dass sie sehr glücklich ist, Alex kennengelernt zu haben.

## Produktion
Monika Treut produzierte den Film gemeinsam mit Björn Koll für ihre eigene Produktionsfirma Hyena Films (Hamburg) im Jahr 2014. Teile des Films wurden auf dem Hof Rickelsbüll in Rodenäs (Kreis Nordfriesland) und an der Nordsee gedreht.

## Kritik
Das Kinomagazin Programmkino konstatiert: „Die ruhige Erzählung und die natürlichen Farben der Inszenierung sind weit entfernt von einem bunt getünchten Pferdemärchen. Die Protagonistinnen wirken authentisch und verweigern sich jedem der angebotenen Klischees. In der Zurückhaltung der Erzählung liegt zudem eine große Zärtlichkeit, die das Potential hat, auch die Seele des Publikums zu streicheln. Nicht zuletzt ist „Von Mädchen und Pferden“ ein „Frauenfilm“ durch und durch, in dem Männer nur als namenlose Komparsen auftreten und in dem die gleichgeschlechtliche Liebe – sei sie romantischer oder freundschaftlicher Natur – klar im Zentrum steht.“ Das Fazit des Magazins lautet: „Von Mädchen und Pferden ist ein zärtlicher Anti-Pferdemädchenfilm, der Klischees geschickt dafür nutzt, sie mit einem freundlichen, aber überlegenen Lächeln zu verwerfen.“

## Premieren
Von Mädchen und Pferden wurde am 1. Mai 2014 auf dem Torino Gay & Lesbian Film Festival in Italien erstmals gezeigt. In Deutschland war die Erstaufführung am 2. Oktober 2014 auf dem Filmfest Hamburg, bevor der Film am 4. Dezember desselben Jahres in die deutschen Kinos kam. Außerdem wurde die Produktion in mehreren europäischen und außereuropäischen Ländern gezeigt, unter anderem in Argentinien, Belgien, Dänemark, Kanada, Spanien, Österreich, auf den Philippinen und den USA.